# A Short History of Nearly Everything
Uma breve história de quase tudo (em inglês: A Short History of Nearly Everything) é um livro de Bill Bryson de divulgação científica que explica diversas áreas de ciência. Foi um dos livros de divulgação científica mais vendidos em 2005 no Reino Unido, vendendo mais de 300 mil cópias.

## Prémios e crítica
O livro recebeu críticas favoráveis, sendo considerado informativo, bem escrito e muito divertido.
Em 2004, Bryson ganhou o Aventis Prize para melhor livro geral de ciência por este livro. O prémio de 10 000 £ foi mais tarde doado à instituição de caridade para crianças do Great Ormond Street Hospital.
Em 2005, o livro ganhou o Prémio Descartes para comunicação de ciência.